# Luiz Stone
Luiz Stone (nascido em Itacoatiara, Amazonas) foi um político brasileiro com atuação no estado do Amazonas. Foi prefeito da cidade de Itacoatiara entre 1905 e 1908, atuando como superintendente dos negócios municipais.

## Biografia
Luiz Stone nasceu em Itacoatiara, filho do confederado norte-americano Jason Williams Stone (falecido em 1913).
Stone assumiu a Superintendência de Itacoatiara em 25/01/1905 e ficou à testa dela até 24/01/1908. Tenente-coronel da antiga Guarda Nacional, no triênio de 1901/1903 exerceu o cargo de deputado ao Congresso de Representantes do Amazonas, ao lado de outras importantes figuras do mundo político estadual, entre elas o presidente da Casa, coronel Raimundo Afonso de Carvalho (1860-1922), o tenente-coronel Cândido José Mariano e o engenheiro Henrique Antony. Também foi juiz municipal (1891/1892) e três vezes intendente (1890/1891, 1893/1895 e 1914/1916).